# Deutsche Leichtathletik-Meisterschaften 2004/Resultate
Der Hauptteil der Wettbewerbe bei den 104. Deutschen Leichtathletik-Meisterschaften wurde am 10. und 11. Juli 2004 im Braunschweiger Eintracht-Stadion ausgetragen.
In der hier vorliegenden Auflistung werden die in den verschiedenen Wettbewerben jeweils ersten acht platzierten Leichtathletinnen und Leichtathleten aufgeführt. Eine Übersicht mit den Medaillengewinnerinnen und -gewinnern sowie einigen Anmerkungen zu den Meisterschaften findet sich unter dem Link Deutsche Leichtathletik-Meisterschaften 2004.
Wie immer gab es zahlreiche Disziplinen, die zu anderen Terminen an anderen Orten stattfanden – in den folgenden Übersichten jeweils konkret benannt.

## Meisterschaftsresultate Männer

### 100 m
| Platz | Athlet, Verein                          | Zeit (s) |
| ----- | --------------------------------------- | -------- |
| 1     | Ronny Ostwald (ASV Köln)                | 10,22    |
| 2     | Marius Broening (LAV Asics Tübingen)    | 10,30    |
| 3     | Till Helmke (TSV Friedberg Fauerbach)   | 10,31    |
| 4     | Alexander Kosenkow (TV Wattenscheid 01) | 10,33    |
| 5     | Jan Mörsch (ASV Köln)                   | 10,40    |
| 6     | Marc Blume (TV Wattenscheid 01)         | 10,42    |
| 7     | Thomas Lauinger (LG Karlsruhe)          | 10,52    |
| 8     | Rainer Schulze (LG Wilhelmshaven)       | 10,58    |

Datum: 10. Juli
Wind: +1,4 m/s

### 200 m
| Platz | Athlet, Verein                                         | Zeit (s) |
| ----- | ------------------------------------------------------ | -------- |
| 1     | Tobias Unger (LAZ Salamander Kornwestheim-Ludwigsburg) | 20,42    |
| 2     | Till Helmke (TSV Friedberg Fauerbach)                  | 20,59    |
| 3     | Sebastian Ernst (FC Schalke 04)                        | 20,83    |
| 4     | Jan Mörsch (ASV Köln)                                  | 21,33    |
| 5     | Thomas Lauinger (LG Karlsruhe)                         | 21,40    |
| 6     | Rainer Schulze (LG Wilhelmshaven)                      | 21,43    |
| DNF   | Ronny Ostwald (ASV Köln)                               |          |

Datum: 11. Juli
Wind: −0,7 m/s

### 400 m
| Platz | Athlet, Verein                              | Zeit (s) |
| ----- | ------------------------------------------- | -------- |
| 1     | Ingo Schultz (TSG Bergedorf)                | 45,96    |
| 2     | Bastian Swillims (TV Wattenscheid 01)       | 46,27    |
| 3     | Kamghe Gaba (LG Eintracht Frankfurt)        | 46,53    |
| 4     | Sebastian Gatzka (LG Eintracht Frankfurt)   | 46,56    |
| 5     | Ruwen Faller (TuS Jena)                     | 46,77    |
| 6     | Henning Kuschewitz (LG Eintracht Frankfurt) | 47,13    |
| 7     | Hannes Kleinwort (1. LAV Rostock)           | 47,49    |
| DNF   | Marc-Alexander Scheer (LG Olympia Dortmund) |          |

Datum: 11. Juli

### 800 m
| Platz | Athlet, Verein                                           | Zeit (min) |
| ----- | -------------------------------------------------------- | ---------- |
| 1     | René Herms (LG Asics Pirna)                              | 1:49,03    |
| 2     | Nico Motchebon (LAZ Salamander Kornwestheim-Ludwigsburg) | 1:49,91    |
| 3     | Christian Köhler (1. LAV Rostock)                        | 1:50,92    |
| 4     | Andreas Freimann (LC Thüringengas Erfurt)                | 1:51,35    |
| 5     | Eugen Schelestow (LG Domspitzmilch Regensburg)           | 1:52,53    |
| 6     | Steffen Co (LG Olympia Dortmund)                         | 1:52,74    |
| 7     | Matthias Jaworski (Harz-Gebirgslauf Wernigerode)         | 1:53,27    |
| 8     | Dennis Roloff (VfL Wolfsburg)                            | 1:54,58    |

Datum: 11. Juli

### 1500 m
| Platz | Athlet, Verein                           | Zeit (min) |
| ----- | ---------------------------------------- | ---------- |
| 1     | Wolfram Müller (LAV Asics Tübingen)      | 3:46,35    |
| 2     | Franek Haschke (LAV Asics Tübingen)      | 3:46,78    |
| 3     | Toni Mohr (LC Cottbus)                   | 3:46,90    |
| 4     | Jonas Hamm (LG Wedel-Pinneberg)          | 3:47,05    |
| 5     | Jonas Stifel (LG Nord Berlin)            | 3:47,15    |
| 6     | Patrick Schulz (SC Potsdam)              | 3:48,68    |
| 7     | Said Lakhal (VfL Sindelfingen)           | 3:48,86    |
| 8     | Marc-André Kowalinski (Gerolsteiner LGV) | 3:48,86    |

Datum: 11. Juli

### 5000 m
| Platz | Athlet, Verein                                    | Zeit (min) |
| ----- | ------------------------------------------------- | ---------- |
| 1     | Oliver Dietz (LG Braunschweig)                    | 13:53,06   |
| 2     | Wolfram Müller (LAV Asics Tübingen)               | 13:57,51   |
| 3     | Thorsten Gombert (LAV Asics Tübingen)             | 13:58,52   |
| 4     | Alexander Lubina (TV Wattenscheid 01)             | 14:01,94   |
| 5     | Arne Gabius (LAV Hamburg Nord)                    | 14:03,08   |
| 6     | Embaye Hedrit (LAC Quelle Fürth/München/Würzburg) | 14:04,43   |
| 7     | Stefan Koch (TV Wattenscheid 01)                  | 14:05,39   |
| 8     | Michael May (TSV Bayer 04 Leverkusen)             | 14:10,05   |

Datum: 10. Juli

### 10.000 m
| Platz | Athlet, Verein                                    | Zeit (min) |
| ----- | ------------------------------------------------- | ---------- |
| 1     | Oliver Dietz (LG Braunschweig)                    | 29:20,92   |
| 2     | Michael May (TSV Bayer 04 Leverkusen)             | 29:25,35   |
| 3     | Alexander Lubina (TV Wattenscheid 01)             | 29:27,98   |
| 4     | Embaye Hedrit (LAC Quelle Fürth/München/Würzburg) | 29:35,40   |
| 5     | Stephan Hohl (TV Huchenfeld)                      | 29:40,43   |
| 6     | Dennis Pyka (LG Domspitzmilch Regensburg)         | 29:55,20   |
| 7     | Nick Ehrhardt (Spiridon Frankfurt)                | 29:56,44   |
| 8     | Oliver Uhlig (SC DHfK Leipzig)                    | 30:26,92   |

Datum: 20. Mai
fand in Borna statt

### 10-km-Straßenlauf
| Platz | Athlet, Verein                                    | Zeit (min) |
| ----- | ------------------------------------------------- | ---------- |
| 1     | Carsten Eich (LG Braunschweig)                    | 28:55      |
| 2     | Alexander Lubina (TV Wattenscheid 01)             | 29:04      |
| 3     | Oliver Dietz (LG Braunschweig)                    | 29:06      |
| 4     | Embaye Hedrit (LAC Quelle Fürth/München/Würzburg) | 29:14      |
| 5     | Arne Gabius (LAV Hamburg Nord)                    | 29:30      |
| 6     | Stefan Koch (TV Wattenscheid 01)                  | 29:31      |
| 7     | Christian Güssow (TV Wattenscheid 01)             | 29:42      |
| 8     | Jürgen Austin-Kerl (LG Göttingen)                 | 29:46      |

Datum: 19. September
fand in Bad Liebenzell statt

### 10-km-Straßenlauf, Mannschaftswertung
| Platz | Verein, Besetzung                                                        | Zeit (h) |
| ----- | ------------------------------------------------------------------------ | -------- |
| 1     | LG Braunschweig (Carsten Eich, Oliver Dietz, Mario Burger)               | 1:28:14  |
| 2     | TV Wattenscheid 01 (Alexander Lubina, Stefan Koch, Christian Güssow)     | 1:28:17  |
| 3     | SC DHfK Leipzig (Jens Borrmann, Dirk Nürnberger, Volker Fritzsch)        | 1:31:59  |
| 4     | LG Göttingen (Jürgen Austin-Kerl, Ingo Müller, Sascha Dessi)             | 1:32:05  |
| 5     | TSG 1845 Heilbronn (Jonathan Post, Markus Werner, Thomas Stegerer)       | 1:32:12  |
| 6     | SV Halle (Falk Cierpinski, Torsten Matthes, Josef Jeschke)               | 1:32:39  |
| 7     | TV Wattenscheid 01 (Manuel Meyer, Christian Sperling, Michael Müller)    | 1:33:22  |
| 8     | LAC Erdgas Chemnitz (André Pollmächer, Benjamin Lindner, Philipp Heisch) | 1:33:48  |

Datum: 19. September
fand in Bad Liebenzell statt

### Halbmarathon
| Platz | Athlet, Verein                                    | Zeit (h) |
| ----- | ------------------------------------------------- | -------- |
| 1     | Carsten Eich (LG Braunschweig)                    | 1:03:43  |
| 2     | Martin Beckmann (LG Leinfelden-Echterdingen)      | 1:03:59  |
| 3     | Mario Kröckert (TSV Bayer 04 Leverkusen)          | 1:04:09  |
| 4     | Oliver Dietz (LG Braunschweig)                    | 1:05:06  |
| 5     | Sebastian Bürklein (TV Wattenscheid 01)           | 1:05:16  |
| 6     | Carsten Schütz (TV Wattenscheid 01)               | 1:05:32  |
| 7     | Stefan Koch (TV Wattenscheid 01)                  | 1:05:38  |
| 8     | Oliver Mintzlaff (LG Bonn/Troisdorf/Niederkassel) | 1:05:52  |

Datum: 14. März
fand in Siegburg statt

### Halbmarathon, Mannschaftswertung
| Platz | Verein, Besetzung                                                                   | Zeit (h) |
| ----- | ----------------------------------------------------------------------------------- | -------- |
| 1     | TV Wattenscheid 01 (Sebastian Bürklein, Carsten Schütz, Stefan Koch)                | 3:16:26  |
| 2     | LG Braunschweig (Carsten Eich, Oliver Dietz, Mario Burger)                          | 3:17:19  |
| 3     | SC DHfK Leipzig (Matthias Körner, Martin Prophet, Konrad Mühmel)                    | 3:27:07  |
| 4     | TSG 1845 Heilbronn (Markus Werner, Thomas Stegerer, Gerold Zipse)                   | 3:27:41  |
| 5     | LG Domspitzmilch Regensburg (Dennis Pyka, Jan Christian Krauspe, Rudolf Salzberger) | 3:28:25  |
| 6     | LG Bonn/Troisdorf/Niederkassel (Oliver Mintzlaff, Rolf Hollain, Karsten Portner)    | 3:28:46  |
| 7     | TSV Kirchdorf (Thomas Bartholome, Dirk Schwarzbach, Florian Reichert)               | 3:29:00  |
| 8     | LG Leinfelden-Echterdingen (Martin Beckmann, Tim Jensen, Andreas Gredinger)         | 3:29:55  |

Datum: 14. März
fand in Siegburg statt

### Marathon
| Platz | Athlet, Verein                               | Zeit (h) |
| ----- | -------------------------------------------- | -------- |
| 1     | Stephan Freigang (SC DHfK Leipzig)           | 2:14:02  |
| 2     | Martin Beckmann (LG Leinfelden-Echterdingen) | 2:18:53  |
| 3     | Matthias Weippert (1. LAV Rostock)           | 2:24:43  |
| 4     | Oliver Lange (Post SV Holzminden)            | 2:24:48  |
| 5     | Vladimir Bukalo (LG Wedel-Pinneberg)         | 2:24:51  |
| 6     | Carsten Wenzek (SSC Hanau Rodenbach)         | 2:25:12  |
| 7     | Gerhard Schneble (TV Gailingen)              | 2:25:47  |
| 8     | Alexander Merkel (PSV Grün-Weiß Kassel)      | 2:27:29  |

Datum: 2. Mai
fand im Rahmen des Hannover-Marathons statt

### Marathon, Mannschaftswertung
| Platz | Verein, Besetzung                                                           | Zeit (h) |
| ----- | --------------------------------------------------------------------------- | -------- |
| 1     | SC DHfK Leipzig (Stephan Freigang, Konrad Mühmel, Jürgen Wernitz)           | 7:10:30  |
| 2     | PSV Grün-Weiß Kassel (Alexander Merkel, Guido Hermes, Matthias Jahnke)      | 7:31:24  |
| 3     | LG Wedel-Pinneberg (Vladimir Bukalo, Klaus Prieske, Detlev Matzen)          | 7:36:14  |
| 4     | Spiridon Frankfurt (Frank Zimmer, Haimo Kiefer, Adrian Wodniok)             | 7:41:41  |
| 5     | TSV Obervorschütz (Michael Wagner, Lars Daude, Tobias Henne)                | 7:45:19  |
| 6     | SCC Berlin (Ralf Preibisch, Sven Kersten, Tommy Ulbrich)                    | 7:50:06  |
| 7     | Post SV Holzminden (Oliver Lange, Torsten Weichert, Lutz Walther)           | 7:52:57  |
| 8     | TG Viktoria Augsburg (Karlheinz Schormeier, Herbert Vogg, Karl-Heinz Viola) | 7:57:13  |

Datum: 2. Mai
fand im Rahmen des Hannover-Marathons statt

### 100-km-Straßenlauf
| Platz | Athlet, Verein                              | Zeit (h) |
| ----- | ------------------------------------------- | -------- |
| 1     | Michael Sommer (Eichenkreuz Schwaikheim)    | 6:59:23  |
| 2     | Jörg Hooß (LTF Marpingen)                   | 7:16:45  |
| 3     | Thomas Miksch (TV Jahn Kempten)             | 7:33:51  |
| 4     | Thomas König (SuL Lößnitz)                  | 7:34:12  |
| 5     | Rainer Koch (LG Würzburg)                   | 7:37:00  |
| 6     | Erhold Lorwin (LC Auensee Leipzig)          | 7:39:16  |
| 7     | Michael Vanicek (SV Stahl Hennigsdorf 1948) | 7:39:30  |
| 8     | Jan Proschaska (LG Nord Berlin)             | 7:39:46  |

Datum: 27. März
fand in Kienbaum statt

### 100-km-Straßenlauf, Mannschaftswertung
| Platz | Verein, Besetzung                                                         | Zeit (h) |
| ----- | ------------------------------------------------------------------------- | -------- |
| 1     | SuL Lößnitz (Thomas König, Stephan Bach, Mirko Hennig)                    | 23:36:33 |
| 2     | LTF Marpingen (Jörg Hooß, Robert Feller, Johannes Schulz)                 | 24:11:14 |
| 3     | TV Jahn Kempten (Thomas Miksch, Sven Christian Johannsen, Norbert Grotz)  | 24:19:08 |
| 4     | Eichenkreuz Schwaikheim (Michael Sommer, Armin Härle, Albert Werner)      | 24:58:58 |
| 5     | DJK Schwäbisch Gmünd (Uli Calmbach, Ralf Knodel, Rainer Hiller)           | 25:46:53 |
| 6     | SG Neukirchen Hülchrath (Jörg Just, Stefan Weigelt, Ferdinand Tiggelkamp) | 26:02:36 |
| 7     | SCC Berlin (Haroun Malik, Claus Wilutsky, Jürgen Köllner)                 | 26:24:26 |
| 8     | LC Auensee Leipzig (Erhold Lorwin, Andre Casajus, Lothar Feicke)          | 28:08:49 |

Datum: 27. März
fand in Kienbaum statt

### 110 m Hürden
| Platz | Athlet, Verein                                       | Zeit (s) |
| ----- | ---------------------------------------------------- | -------- |
| 1     | Mike Fenner (TV Wattenscheid 01)                     | 13,54    |
| 2     | Jérôme Crews (MTG Mannheim)                          | 13,57    |
| 3     | Claude Edorh (LAZ Leipzig)                           | 13,77    |
| 4     | Dirk Riekmann (THW Kiel)                             | 13,84    |
| 5     | Thomas Blaschek (LAZ Leipzig)                        | 13,96    |
| 6     | Andreas Dengler (VfL Sindelfingen)                   | 14,04    |
| 7     | Kai Doskoczynski (LAC Quelle Fürth/München/Würzburg) | 14,12    |
| 8     | Florian Seibold (TV Heppenheim)                      | 14,13    |

Datum: 10. Juli
Wind: ±0,0 m/s

### 400 m Hürden
| Platz | Athlet, Verein                                | Zeit (s) |
| ----- | --------------------------------------------- | -------- |
| 1     | Christian Duma (LG Eintracht Frankfurt)       | 50,29    |
| 2     | Jan Schneider (LG Kindelsberg Kreuztal)       | 50,75    |
| 3     | Andreas Wickert (TSV Rudow 1888)              | 51,28    |
| 4     | David Busch (LC asics Rehlingen)              | 51,58    |
| 5     | Adrian Schürmann (LG Porta Westfalica)        | 51,84    |
| 6     | Stefan Bönisch (MTV Ingolstadt)               | 51,95    |
| 7     | Michael Pfaff (OSC Berlin)                    | 52,90    |
| 8     | Oliver Volkmuth (LG Domspitzmilch Regensburg) | 56,64    |

Datum: 11. Juli

### 3000 m Hindernis
| Platz | Athlet, Verein                                         | Zeit (min) |
| ----- | ------------------------------------------------------ | ---------- |
| 1     | Filmon Ghirmai (LAV Asics Tübingen)                    | 8:38,91    |
| 2     | Christian Knoblich (LAC Quelle Fürth/München/Würzburg) | 8:40,01    |
| 3     | Raphael Schäfer (LC asics Rehlingen)                   | 8:40,57    |
| 4     | Ralf Aßmus (LC Thüringengas Erfurt)                    | 8:41,50    |
| 5     | Steffen Preuk (LC Thüringengas Erfurt)                 | 8:45,06    |
| 6     | Stephan Hohl (TV 1880 Huchenfeld)                      | 8:47,67    |
| 7     | Norbert Löwa (LG Nord Berlin)                          | 8:48,07    |
| 8     | Steffen Uliczka (SG TSV Kronshagen/Kieler TB)          | 8:54,63    |

Datum: 10. Juli

### 4 × 100 m Staffel
| Platz | Verein, Besetzung                                                                                           | Zeit (s) |
| ----- | --- | -------- |
| 1     | TV Wattenscheid 01 (Holger Blume, Marc Blume, Alexander Kosenkow, Jan-Christopher Schulte)                  | 39,40    |
| 2     | LAZ Salamander Kornwestheim-Ludwigsburg (Florian Koepfer, David Schahbasian, Tobias Unger, Johannes Lohrer) | 40,29    |
| 3     | LAC Quelle Fürth/München/Würzburg (Björn Haupt, Moritz Mundschau, Johannes Fischer, Kai Doskoczynski)       | 40,55    |
| 4     | TSV Bayer 04 Leverkusen (Schahriar Bigdeli, Tim Goebel, Marc Stöbel, Jakob Skrzypczyk)                      | 40,67    |
| 5     | LAV Asics Tübingen (Stefan Seeberger, Peter Rapp, Marius Broening, Justus Wolf)                             | 41,22    |
| 6     | OSC Berlin (Martin Ernst, Ralf Riester, Michael Pfaff, Michael Möller)                                      | 41,50    |
| 7     | LG Wilhelmshaven (Dennis Bresemann, Rainer Schulze, Lars Seinschedt, Lars Ruchel)                           | 41,58    |
| 8     | ASV Köln (Marco Krückemeier, Gereon Stuke, Steffen Keil, Rouben Rich)                                       | 41,65    |

Datum: 10. Juli

### 4 × 400 m Staffel
| Platz | Verein, Besetzung                                                                                     | Zeit (min) |
| ----- | --- | ---------- |
| 1     | LG Eintracht Frankfurt (Henning Kuschewitz, Sebastian Gatzka, Kamghe Gaba, Tilo Ruch)                 | 3:08,81    |
| 2     | LG Olympia Dortmund (Jörg Krick, Volker Krick, Patrik Becher, Steffen Co)                             | 3:14,11    |
| 3     | TSV Bayer 04 Leverkusen (Benjamin Hielscher, Jakob Skrzypczyk, Benjamin Nitze, Jan Reinberg)          | 3:14,14    |
| 4     | VfL Sindelfingen (Philipp Parzer, Frank Lange, Ingo Rentz, Steffen Sattelmaier)                       | 3:14,31    |
| 5     | VfL Wolfsburg (Christoph Stolz, Dennis Roloff, Lars Figura, Jens Dautzenberg)                         | 3:14,43    |
| 6     | LG Nike Berlin (Felix Otte, René Marschner, Thomas Hirschmann, Matthias Hillebrand)                   | 3:15,69    |
| 7     | LC ThüringenGas Erfurt (Alexander Funke, Stephan Kern, Christoph Moormann, Andreas Freimann)          | 3:16,17    |
| 8     | LAC Quelle Fürth/München/Würzburg (Oliver Ochentel, Sebastian Krauser, Laslo Reichert, Roland Wegner) | 3:20,17    |

Datum: 11. Juli

### 3 × 1000 m Staffel
| Platz | Verein, Besetzung                                                                | Zeit (min) |
| ----- | -------------------------------------------------------------------------------- | ---------- |
| 1     | LG Asics Pirna (Franek Haschke, Uwe Kasper, René Herms)                          | 7:09,19    |
| 2     | LC ThüringenGas Erfurt (Mathias Tischmann, Christoph Moormann, Andreas Freimann) | 7:09,20    |
| 3     | TV Wattenscheid 01 (Thorben Grothaus, Alexander Lubina, Christian Güssow)        | 7:11,87    |
| 4     | Gerolsteiner LGV (Michael Pfeil, Lars Haferkamp, Marc-André Kowalinski)          | 7:12,27    |
| 5     | LG Domspitzmilch Regensburg (Christian Siebach, Eugen Schelestow, Raphael Kiess) | 7:12,80    |
| 6     | TSV Bayer 04 Leverkusen (Romann Roßmann, Michael Stemmler, Fahd Mellouk)         | 7:13,36    |
| 7     | VfL Sindelfingen (Stefan Schmid, Said Lakhal, Martin Allgeyer)                   | 7:14,48    |
| 8     | LAC Berlin (René Schulze, Sascha Stephan, Sebastian Strempler)                   | 7:18,10    |

Datum: 4. Juli
fand in Jena im Rahmen der Deutschen Jugendmeisterschaften statt

### 10.000-m-Bahngehen
| Platz | Athlet, Verein                   | Zeit (min) |
| ----- | -------------------------------- | ---------- |
| 1     | Andreas Erm (SC Potsdam)         | 38:51,51   |
| 2     | André Höhne (SCC Berlin)         | 39:41,55   |
| 3     | Maik Berger (LAC Berlin)         | 40:15,94   |
| 4     | Jan Albrecht (Team Erfurt)       | 41:06,54   |
| 5     | Andre Katzinski (Apoldaer LV 90) | 41:46,49   |
| 6     | Hannes Tonat (Team Erfurt)       | 43:00,74   |

Datum: 10. Juli

### 20-km-Gehen
| Platz | Athlet, Verein                                   | Zeit (h) |
| ----- | ------------------------------------------------ | -------- |
| 1     | Andreas Erm (SC Potsdam)                         | 1:20:13  |
| 2     | André Höhne (SCC Berlin)                         | 1:21:41  |
| 3     | Mike Trautmann (LGV Gleina)                      | 1:22:52  |
| 4     | Maik Berger (LAC Berlin)                         | 1:24:00  |
| 5     | Denis Trautmann (LGV Gleina)                     | 1:24:52  |
| 6     | Jan Albrecht (Team Erfurt)                       | 1:24:54  |
| 7     | Christoph Bauer (LAC Berlin)                     | 1:29:09  |
| 8     | Denis Franke (LAC Quelle Fürth/München/Würzburg) | 1:33:35  |

Datum: 6. Juni
fand in Hildesheim statt

### 20-km-Gehen, Mannschaftswertung
| Platz | Verein, Besetzung                                                  | Zeit (h) |
| ----- | ------------------------------------------------------------------ | -------- |
| 1     | LGV Gleina (Mike Trautmann, Denis Trautmann, Frank Putzer)         | 4:31:49  |
| 2     | LAC Berlin (Maik Berger, Christoph Brauer, Carsten Muschalle)      | 4:39:33  |
| 3     | 1. LAC Dessau (Dick Gnauck, Mario Kerber, Udo Schaeffer)           | 5:06:01  |
| 4     | Alemannia Aachen (Malte Strunk, Peter Gaus, Peter Schumm)          | 5:32:37  |
| 5     | DJK Sparta Langenhagen (Ralf Albrecht, Karl Degener, Bernd Luther) | 5:39:13  |

Datum: 6. Juni
fand in Hildesheim statt
nur 5 Mannschaften in der Wertung

### 50-km-Gehen
| Platz | Athlet, Verein                                     | Zeit (h) |
| ----- | -------------------------------------------------- | -------- |
| 1     | Denis Franke (LAC Quelle Fürth/München/Würzburg)   | 4:36:29  |
| 2     | Joachim Maier (SV Breitenbrunn)                    | 4:59:55  |
| DSQ   | Wolfram Alboth (Team Erfurt)                       |          |
| DSQ   | Alfons Schwarz (LAC Quelle Fürth/München/Würzburg) |          |

Datum: 2. Oktober
fand in Gleina statt

### Hochsprung
| Platz | Athlet, Verein                                          | Höhe (m) |
| ----- | ------------------------------------------------------- | -------- |
| 1     | Roman Fricke (TSV Bayer 04 Leverkusen)                  | 2,17     |
| 2     | Stefan Häfner (MTG Mannheim)                            | 2,10     |
| 3     | Christian Rhoden (TSV Bayer 04 Leverkusen)              | 2,10     |
| 4     | Frank Volker Niklas (LAC Quelle Fürth/München/Würzburg) | 2,10     |
| 5     | Matthias Franta (USC Mainz)                             | 2,10     |
| 5     | Thomas Kohle (LG Ratio Münster)                         | 2,10     |
| 7     | Sebastian Kneifel (TSV Bayer 04 Leverkusen)             | 2,05     |
| 8     | Timo Kern (PTSV Jahn Freiburg)                          | 2,05     |

Datum: 10. Juli

### Stabhochsprung
| Platz | Athlet, Verein                                           | Höhe (m) |
| ----- | -------------------------------------------------------- | -------- |
| 1     | Danny Ecker (TSV Bayer 04 Leverkusen)                    | 5,70     |
| 2     | Lars Börgeling (TSV Bayer 04 Leverkusen)                 | 5,70     |
| 3     | Tim Lobinger (ASV Köln)                                  | 5,70     |
| 4     | Fabian Schulze (LAZ Salamander Kornwestheim-Ludwigsburg) | 5,60     |
| 5     | Björn Otto (LAV Bayer Uerdingen/Dormagen)                | 5,50     |
| 6     | Richard Spiegelburg (TSV Bayer 04 Leverkusen)            | 5,40     |
| 7     | Marvin Osei Tutu (ABC Ludwigshafen)                      | 5,40     |
| 8     | Michael Stolle (TSV Bayer 04 Leverkusen)                 | 5,40     |

Datum: 10. Juli

### Weitsprung
| Platz | Athlet, Verein                                            | Weite (m) |
| ----- | --------------------------------------------------------- | --------- |
| 1     | Schahriar Bigdeli (TSV Bayer 04 Leverkusen)               | 7,78      |
| 2     | Nils Winter (TSV Bayer 04 Leverkusen)                     | 7,76      |
| 3     | Matthias Eifert (LAZ Salamander Kornwestheim-Ludwigsburg) | 7,71      |
| 4     | Peter Rapp (LAV Asics Tübingen)                           | 7,59      |
| 5     | Christian Kaczmarek (LG Nike Berlin)                      | 7,57      |
| 6     | Sebastian Nowak (VfL Kamen)                               | 7,55      |
| 7     | Christoph Stolz (VfL Wolfsburg)                           | 7,53      |
| 8     | Sascha Müller (1. LAV Rostock)                            | 7,50      |

Datum: 10. Juli

### Dreisprung
| Platz | Athlet, Verein                                   | Weite (m) |
| ----- | ------------------------------------------------ | --------- |
| 1     | Andreas Pohle (Ohrdrufer LV)                     | 16,99     |
| 2     | Thomas Moede (Team Erfurt)                       | 16,24     |
| 3     | Rudolf Helpling (LT DSHS Köln)                   | 16,08     |
| 4     | Daniel Kohle (LG Ratio Münster)                  | 16,08     |
| 5     | Alois Schwarzmeier (1. FC Passau)                | 15,95     |
| 6     | Hrvoje Verzi (LAC Quelle Fürth/München/Würzburg) | 15,88     |
| 7     | Sascha Matthies (VfB Germania Halberstadt)       | 15,70     |
| 8     | Lars Kowalick (SC Neubrandenburg)                | 15,43     |

Datum: 11. Juli

### Kugelstoßen
| Platz | Athlet, Verein                                   | Weite (m) |
| ----- | ------------------------------------------------ | --------- |
| 1     | Ralf Bartels (SC Neubrandenburg)                 | 20,37     |
| 2     | Peter Sack (LAZ Leipzig)                         | 20,22     |
| 3     | Detlef Bock (VfL Wolfsburg)                      | 19,80     |
| 4     | Andy Dittmar (LG Ohra Hörselgas)                 | 19,32     |
| 5     | René Sack (LAZ Leipzig)                          | 19,11     |
| 6     | Gunnar Pfingsten (TSV Bayer 04 Leverkusen)       | 18,70     |
| 7     | Sven-Eric Hahn (MTV Stuttgart)                   | 18,35     |
| 8     | Robert Dippl (LAC Quelle Fürth/München/Würzburg) | 17,37     |

Datum: 11. Juli

### Diskuswurf
| Platz | Athlet, Verein                                   | Weite (m) |
| ----- | ------------------------------------------------ | --------- |
| 1     | Michael Möllenbeck (TV Wattenscheid 01)          | 63,14     |
| 2     | Torsten Schmidt (1. LAV Rostock)                 | 61,86     |
| 3     | Michael Lischka (LG Eintracht Frankfurt)         | 61,32     |
| 4     | Robert Harting (SCC Berlin)                      | 60,95     |
| 5     | Heinrich Seitz (LG Eintracht Frankfurt)          | 58,10     |
| 6     | Karsten Friedrich (SCC Berlin)                   | 55,55     |
| 7     | Ralf Mordhorst (LG Wedel-Pinneberg)              | 55,06     |
| 8     | Andreas Porth (Hallesche Leichtathletik-Freunde) | 53,81     |

Datum: 10. Juli

### Hammerwurf
| Platz | Athlet, Verein                                  | Weite (m) |
| ----- | ----------------------------------------------- | --------- |
| 1     | Karsten Kobs (TSV Bayer 04 Leverkusen)          | 78,07     |
| 2     | Holger Klose (SV Saar 05 Saarbrücken)           | 77,19     |
| 3     | Markus Esser (TSV Bayer 04 Leverkusen)          | 77,18     |
| 4     | Jens Rautenkranz (LG Eintracht Frankfurt)       | 72,55     |
| 5     | Benjamin Boruschewski (TSV Bayer 04 Leverkusen) | 71,08     |
| 6     | Steve Harnapp (Dresdner SC)                     | 71,04     |
| 7     | Stefan Paukner (VfL Wolfsburg)                  | 69,96     |
| 8     | Ralf Jossa (SV Herzberg)                        | 69,81     |

Datum: 11. Juli

### Speerwurf
| Platz | Athlet, Verein                                           | Weite (m) |
| ----- | -------------------------------------------------------- | --------- |
| 1     | Boris Henry (SV Saar 05 Saarbrücken)                     | 86,36     |
| 2     | Christian Nicolay (TV Wattenscheid 01)                   | 82,77     |
| 3     | Peter Blank (LG Eintracht Frankfurt)                     | 82,65     |
| 4     | Raymond Hecht (SC Magdeburg)                             | 82,53     |
| 5     | Stephan Steding (Hannover 96)                            | 81,77     |
| 6     | Peter Esenwein (LAZ Salamander Kornwestheim-Ludwigsburg) | 80,65     |
| 7     | Mark Frank (1. LAV Rostock)                              | 78,25     |
| 8     | Stefan Wenk (LAV Asics Tübingen)                         | 77,42     |

Datum: 11. Juli

### Zehnkampf
| Platz | Athlet, Verein                      | Leistung (Pkte) |
| ----- | ----------------------------------- | --------------- |
| 1     | Christopher Hallmann (TV Gladbeck)  | 8045            |
| 2     | Philipp Grimm (Ettlinger SV)        | 7840            |
| 3     | André Niklaus (LG Nike Berlin)      | 7692            |
| 4     | Marek Görlich (LG Bünde-Ahle/Löhne) | 7323            |
| 5     | Tim Ahnfeldt (Polizei SV Eutin)     | 7153            |
| 6     | Carsten Hodea (LT DSHS Köln)        | 7049            |
| 7     | Florian Heiler (LT DSHS Köln)       | 7048            |
| 8     | Christoph Maier (LT DSHS Köln)      | 7035            |

Datum: 4. / 5. September
fand in Vaterstetten statt

### Zehnkampf, Mannschaftswertung
| Platz | Verein, Besetzung                                                                  | Leistung (Pkte) |
| ----- | ---------------------------------------------------------------------------------- | --------------- |
| 1     | LG Nike Berlin (André Niklaus, Marian Geisler, Steffen Landgraf)                   | 21.437          |
| 2     | LT DSHS Köln (Carsten Hodea, Florian Heiler, Christoph Maier)                      | 21.132          |
| 3     | LG Eintracht Frankfurt (Georg Kruschinski, Maxim Kruschinski, Sebastian Strenkert) | 20.085          |
| 4     | TSV Schwabmünchen (Volker Gutgesell, Stefan Ritschel, Michael Kieweg)              | 18.955          |

Datum: 4. / 5. September
fand in Vaterstetten statt
nur 4 Teams in der Wertung

### CrosslaufMittelstrecke –3,9 km
| Platz | Athlet, Verein                                  | Zeit (min) |
| ----- | ----------------------------------------------- | ---------- |
| 1     | Jonas Stifel (LG Nord Berlin)                   | 12:56      |
| 2     | Carlo Schuff (TSV Bayer 04 Leverkusen)          | 12:59      |
| 3     | Dominik Burkhardt (LG Eintracht Frankfurt)      | 13:01      |
| 4     | Wolfram Müller (LAV Asics Tübingen)             | 13:07      |
| 5     | Damian Kallabis (LC Rothaus Breisgau)           | 13:08      |
| 6     | Ingo Müller (LG Göttingen)                      | 13:12      |
| 7     | Christophe Chayriguet (TV Waldstraße Wiesbaden) | 13:14      |
| 8     | Thorsten Grube (LAZ Leipzig)                    | 13:16      |

Datum: 27. November
fand in Bremen statt

### CrosslaufMittelstrecke –3,9 km, Mannschaftswertung
| Platz | Verein, Besetzung                                                                | Zeit (min) |
| ----- | -------------------------------------------------------------------------------- | ---------- |
| 1     | LC Rothaus Breisgau (Damian Kallabis, David Kiefer, Johannes Bauer)              | 39:58      |
| 2     | TSV Bayer 04 Leverkusen (Carlo Schuff, Fahd Mellouk, Michael Stemmler)           | 40:20      |
| 3     | LG Badenova Nordschwarzwald (Thorsten Banzhaf, Christian Lenk, Kim Bauermeister) | 40:32      |
| 4     | LC ThüringenGas Erfurt (Martin Uhlich, Christoph Moormann, Andreas Freimann)     | 40:47      |
| 5     | SV Werder Bremen (Moritz Höft, Jan Oude-Aost, Christian Geib)                    | 40:54      |
| 6     | LAZ Mönchengladbach (Torben Everszumrode, Sebastian Boyxen, Lucas Vehling)       | 41:00      |
| 7     | LG Göttingen (Ingo Müller, Till Manning, Sascha Dessi)                           | 41:17      |
| 8     | Gerolsteiner LGV (Marc-André Kowalinski, Jörg Rieger, Dennis Oelert)             | 41:46      |

Datum: 27. November
fand in Bremen statt

### CrosslaufLangstrecke –10,5 km
| Platz | Athlet, Verein                                         | Zeit (min) |
| ----- | ------------------------------------------------------ | ---------- |
| 1     | Alexander Lubina (TV Wattenscheid 01)                  | 34:54      |
| 2     | Christian Güssow (TV Wattenscheid 01)                  | 34:54      |
| 3     | Martin Beckmann (LG Leinfelden-Echterdingen)           | 35:12      |
| 4     | Sebastian Hallmann (LAC Quelle Fürth/München/Würzburg) | 35:17      |
| 5     | Oliver Mintzlaff (LG Bonn/Troisdorf/Niederkassel)      | 35:18      |
| 6     | André Pollmächer (LAC Erdgas Chemnitz)                 | 35:29      |
| 7     | Oliver Dietz (LG Braunschweig)                         | 35:37      |
| 8     | Ahmed Sansar (LG Lemgo)                                | 35:37      |

Datum: 27. November
fand in Bremen statt

### CrosslaufLangstrecke –10,5 km, Mannschaftswertung
| Platz | Verein, Besetzung                                                            | Zeit (h) |
| ----- | ---------------------------------------------------------------------------- | -------- |
| 1     | TV Wattenscheid 01 (Alexander Lubina, Christian Güssow, Manuel Meyer)        | 1:46:47  |
| 2     | LG Lemgo (Ahmed Sansar, Mario Düwel, Patrick Boelhauve)                      | 1:54:54  |
| 3     | LG Wedel-Pinneberg (Vladimir Bukalo, Mischa Elbeshausen, Uwe Schimkus)       | 1:56:06  |
| 4     | LG Göttingen (Frerk Schenker, Christian Giesler, Ulf Narloch)                | 1:57:08  |
| 5     | PSV Grün-Weiß Kassel (Jörn Harland, Matthias Jahnke, Niko Ziegler)           | 1:57:44  |
| 6     | Post-Sport Telekom Trier (Lukas Heinen, Dominik Bolten, Carsten Krause)      | 2:00:09  |
| 7     | TSV Schloß Neuhaus (Maik Twelsiek, Jürgen Hoffknecht, Wolfgang Grotelüschen) | 2:07:19  |

Datum: 27. November
fand in Bremen statt

### Berglauf–6,1 km
| Platz | Athlet, Verein                           | Zeit (min) |
| ----- | ---------------------------------------- | ---------- |
| 1     | Helmut Schiessl (TSV Buchenberg)         | 31:56      |
| 2     | Thomas Greger (TV Hatzenbühl)            | 33:04      |
| 3     | Andre Green (LG Wedel-Pinneberg)         | 33:11      |
| 4     | Dirk Debertin (SG Walldorf Astoria 1902) | 33:38      |
| 5     | Eckhard Wagner (SpVgg Mössingen)         | 33:46      |
| 6     | Timo Zeiler (TSV Trochtelfingen)         | 34:03      |
| 7     | Matthias Hecktor (1. FC Kaiserslautern)  | 34:07      |
| 8     | Andreas Biberger (LC Mittenwald)         | 34:18      |

Datum: 29. August
fand in Oberstaufen statt (Hochgratlauf)

### Berglauf–6,1 km, Mannschaftswertung
| Platz | Verein, Besetzung                                                                  | Zeit (h) |
| ----- | ---------------------------------------------------------------------------------- | -------- |
| 1     | TV Hatzenbühl (Thomas Greger, Christoph Fuhrbach, Christian Englert)               | 1:42:56  |
| 2     | USC Freiburg (Dominik Ulrich, Markus Jenne, Max Frei)                              | 1:43:37  |
| 3     | TSV Buchenberg (Helmut Schiessl, Tobias Brack, Jürgen Winkler)                     | 1:46:43  |
| 4     | SVO LA Germering (Martin Echtler, Philipp Kehl, Stefan Bechteler)                  | 1:51:15  |
| 5     | LG Brandenkopf (Ulrich Benz, Jürgen Uhl, Ludwig Roth)                              | 1:52:04  |
| 6     | LG Sieg Kreis Altenkirchen (Christoph Pfeifer, Michael Sichermann, Matthias Kraft) | 1:52:53  |
| 7     | VfL Wolfsburg (Sascha Diehr, Mirco Appel, Uwe Becker)                              | 1:55:30  |
| 8     | TSV Mindelheim (Peter Ahne, Arthur Modersbach, Roland Jesse)                       | 1:56:05  |

Datum: 29. August
fand in Oberstaufen statt (Hochgratlauf)

## Meisterschaftsresultate Frauen

### 100 m
| Platz | Athletin, Verein                               | Zeit (s) |
| ----- | ---------------------------------------------- | -------- |
| 1     | Sina Schielke (LG Olympia Dortmund)            | 11,26    |
| 2     | Gabi Rockmeier (LG Olympia Dortmund)           | 11,35    |
| 3     | Birgit Rockmeier (LG Olympia Dortmund)         | 11,53    |
| 4     | Cathleen Tschirch (LG Weserbergland)           | 11,60    |
| 5     | Katja Wakan (Hallesche Leichtathletik-Freunde) | 11,60    |
| 6     | Marion Wagner (USC Mainz)                      | 11,60    |
| 7     | Lisa Schorr (SV Saar 05 Saarbrücken)           | 11,75    |
| DNS   | Nadine Hentschke (MTG Mannheim)                |          |

Datum: 10. Juli
Wind: −1,4 m/s

### 200 m
| Platz | Athletin, Verein                       | Zeit (s) |
| ----- | -------------------------------------- | -------- |
| 1     | Sina Schielke (LG Olympia Dortmund)    | 23,73    |
| 2     | Birgit Rockmeier (LG Olympia Dortmund) | 23,79    |
| 3     | Cathleen Tschirch (LG Weserbergland)   | 23,94    |
| 4     | Nicole Marahrens (LG Weserbergland)    | 24,22    |
| 5     | Maren Schulze (LG Nord Berlin)         | 24,50    |
| 6     | Sabrina Mulrain (VfL Sindelfingen)     | 24,91    |
| 7     | Johanna Kedzierski (MTG Mannheim)      | 24,98    |
| DNF   | Gabi Rockmeier (LG Olympia Dortmund)   |          |

Datum: 11. Juli
Wind: −2,8 m/s

### 400 m
| Platz | Athletin, Verein                          | Zeit (s) |
| ----- | ----------------------------------------- | -------- |
| 1     | Claudia Marx (LG Nike Berlin)             | 52,94    |
| 2     | Claudia Hoffmann (SC Potsdam)             | 53,85    |
| 3     | Anke Feller (TSV Bayer 04 Leverkusen)     | 54,27    |
| 4     | Korinna Fink (SC Magdeburg)               | 54,48    |
| 5     | Nancy Kette (Team Erfurt)                 | 54,79    |
| 6     | Nadine Balkow (LG Nike Berlin)            | 54,90    |
| 7     | Jana Neubert (LAC Erdgas Chemnitz)        | 55,10    |
| 8     | Larissa Kettenis (SV Saar 05 Saarbrücken) | 55,78    |

Datum: 11. Juli

### 800 m
| Platz | Athletin, Verein                        | Zeit (min) |
| ----- | --------------------------------------- | ---------- |
| 1     | Anja Knippel (LC ThüringenGas Erfurt)   | 2:06,95    |
| 2     | Monika Gradzki (TV Wattenscheid 01)     | 2:07,25    |
| 3     | Simone Beutelspacher (VfL Sindelfingen) | 2:08,05    |
| 4     | Kathrin Trauth (SC Magdeburg)           | 2:08,05    |
| 5     | Jana Hartmann (Team Erfurt)             | 2:08,66    |
| 6     | Janina Goldfuß (TV Wattenscheid 01)     | 2:08,76    |
| 7     | Claudia Schultz (LG Wedel-Pinneberg)    | 2:10,32    |
| 8     | Sarah Kuhlmann (LG Osnabrück)           | 2:14,21    |

Datum: 11. Juli

### 1500 m
| Platz | Athletin, Verein                                   | Zeit (min) |
| ----- | -------------------------------------------------- | ---------- |
| 1     | Kathleen Friedrich (SC Potsdam)                    | 4:10,78    |
| 2     | Carmen Rüdiger (SC Potsdam)                        | 4:14,55    |
| 3     | Antje Möldner (SC Potsdam)                         | 4:20,95    |
| 4     | Sigrid Bühler (TSV Bayer 04 Leverkusen)            | 4:25,01    |
| 5     | Juliane Becker (LAC Quelle Fürth/München/Würzburg) | 4:26,35    |
| 6     | Anja Reinhardt (LG Weinstadt)                      | 4:26,91    |
| 7     | Carolin Raunft (LSG Aalen)                         | 4:27,34    |
| 8     | Dagmar Schaedel (ASV Köln)                         | 4:28,66    |

Datum: 11. Juli

### 5000 m
| Platz | Athletin, Verein                              | Zeit (min) |
| ----- | --------------------------------------------- | ---------- |
| 1     | Sabrina Mockenhaupt (LG Sieg)                 | 15:20,82   |
| 2     | Irina Mikitenko (LG Eintracht Frankfurt)      | 15:23,02   |
| 3     | Ulrike Maisch (1. LAV Rostock)                | 15:58,17   |
| 4     | Susanne Ritter (LG Braunschweig)              | 16:28,97   |
| 5     | Eva Trost (LG Rupertiwinkel)                  | 16:32,25   |
| 6     | Monika Schuri (Laufgemeinschaft Wehringen)    | 16:33,98   |
| 7     | Anke Tiedemann (SG TSV Kronshagen/Kieler TB)  | 16:36,69   |
| 8     | Veronika Ulrich (LG Neu-Isenburg-Heusenstamm) | 16:44,76   |

Datum: 10. Juli

### 10.000 m
| Platz | Athletin, Verein                           | Zeit (min) |
| ----- | ------------------------------------------ | ---------- |
| 1     | Sabrina Mockenhaupt (LG Sieg)              | 31:52,40   |
| 2     | Irina Mikitenko (LG Eintracht Frankfurt)   | 32:04,86   |
| 3     | Ulrike Maisch (1. LAV Rostock)             | 33:44,78   |
| 4     | Birte Bultmann (LG Braunschweig)           | 34:45,67   |
| 5     | Monika Schuri (Laufgemeinschaft Wehringen) | 34:50,08   |
| 6     | Judith Heinze (TSV Bayer 04 Leverkusen)    | 34:57,97   |
| 7     | Andreina Byrd (MTG Mannheim)               | 35:05,92   |
| 8     | Katherina Schley (VfL Gladbeck)            | 35:26,34   |

Datum: 20. Mai
fand in Borna statt

### 10-km-Straßenlauf
| Platz | Athletin, Verein                                | Zeit (min) |
| ----- | ----------------------------------------------- | ---------- |
| 1     | Luminita Zaituc (LG Braunschweig)               | 32:41      |
| 2     | Susanne Ritter (LG Braunschweig)                | 33:36      |
| 3     | Claudia Dreher (Gaensefurther Sportbewegung)    | 34:24      |
| 4     | Stephanie Maier (Leinfelden-Echterdingen)       | 34:28      |
| 5     | Veronika Ulrich (LG Neu-Isenburg-Heusenstam)    | 34:44      |
| 6     | Eva Maria Stöwer (LAC Veltins Hochsauerland)    | 34:46      |
| 7     | Nicole Güldemeister (SC Potsdam)                | 35:12      |
| 8     | Katrin Dörre-Heinig (LAC Veltins Hochsauerland) | 35:13      |

Datum: 19. September
fand in Bad Liebenzell statt

### 10-km-Straßenlauf, Mannschaftswertung
| Platz | Verein, Besetzung                                                                         | Zeit (h) |
| ----- | ----------------------------------------------------------------------------------------- | -------- |
| 1     | LG Domspitzmilch Regensburg I (Fakja Hofmann, Andrea Stengel, Melanie Hohenester)         | 1:47:53  |
| 2     | LG Leinfelden-Echterdingen (Stephanie Maier, Nicole Ploog, Heidrun Vetter)                | 1:48:22  |
| 3     | LG Domspitzmilch Regensburg II (Katharina Kaufmann, Gaby Schöffmann, Daniela Struckmeyer) | 1:51:58  |
| 4     | TG Viktoria Augsburg (Kathrin Luxenhofer, Petra Stöckmann, Martina Zieg)                  | 1:52:12  |
| 5     | LG Hannover (Ines Cronjäger, Kerstin Brünig, Angelika Asche)                              | 1:54:03  |
| 6     | LV Biet (Christine Schleifer, Felicitas Mensing, Tamara Walter)                           | 1:54:28  |
| 7     | SV Saar 05 Saarbrücken (Marion Jakobs, Ina Loth, Sandra Altmeyer)                         | 1:55:17  |
| 8     | VfL Waiblingen (Anette Wölpert, Tina Heilemann, Susanne Richter)                          | 1:56:35  |

Datum: 19. September
fand in Bad Liebenzell statt

### Halbmarathon
| Platz | Athletin, Verein                             | Zeit (h) |
| ----- | -------------------------------------------- | -------- |
| 1     | Luminita Zaituc (LG Braunschweig)            | 1:12:40  |
| 2     | Ulrike Maisch (1. LAV Rostock)               | 1:12:41  |
| 3     | Melanie Kraus (TSV Bayer 04 Leverkusen)      | 1:13:50  |
| 4     | Stephanie Maier (LG Leinfelden-Echterdingen) | 1:15:19  |
| 5     | Ines Cronjäger (LG Hannover)                 | 1:15:51  |
| 6     | Manuela Zipse (TSG 1845 Heilbronn)           | 1:16:09  |
| 7     | Michaela Schedler (LTF Marpingen)            | 1:16:55  |
| 8     | Viola Schäffer (LG Domspitzmilch Regensburg) | 1:17:38  |

Datum: 14. März
fand in Siegburg statt

### Halbmarathon, Mannschaftswertung
| Platz | Verein, Besetzung                                                                | Zeit (h) |
| ----- | -------------------------------------------------------------------------------- | -------- |
| 1     | LG Domspitzmilch Regensburg (Viola Schäffer, Katharina Kaufmann, Andrea Stengel) | 3:57:34  |
| 2     | TG Viktoria Augsburg (Kathrin Luxenhofer, Petra Stöckmann, Elke Schmidt)         | 4:07:33  |
| 3     | SG TSV Kronshagen/Kieler TB (Anke Tiedemann, Verena Becker, Christine Schuster)  | 4:13:07  |
| 4     | LTF Marpingen (Michaela Schedler, Tamara Schulz, Ursula Glatz)                   | 4:20:18  |
| 5     | DJK Gütersloh (Jutta Rahns, Gisela Steinbeck, Michelle Tanya James)              | 4:22:55  |
| 6     | SV Saar 05 Saarbrücken (Marion Jakobs, Ursula Sinnewe, Susanne Trenz)            | 4:23:17  |
| 7     | SV Teuto Riesenbeck (Daniela Hungermann, Antje Buning, Cornelia Kroll)           | 4:24:07  |
| 8     | ASC Rosellen/Neuss (Astrid Osterburg, Bettina Schmidt, Ute Jenke)                | 4:25:00  |

Datum: 14. März
fand in Siegburg statt

### Marathon
| Platz | Athletin, Verein                             | Zeit (h) |
| ----- | -------------------------------------------- | -------- |
| 1     | Ines Cronjäger (LG Hannover)                 | 2:41:10  |
| 2     | Stefanie Voß (Schweriner SC)                 | 2:48:15  |
| 3     | Birgit Koch (LG Rupertiwinkel)               | 2:49:27  |
| 4     | Monika Hirt (LG Domspitzmilch Regensburg)    | 2:51:21  |
| 5     | Ulrike Hoeltz (LSG Karlsruhe)                | 2:51:53  |
| 6     | Martina Groß (MTV Kronberg)                  | 2:52:01  |
| 7     | Verena Becker (SG TSV Kronshagen/Kieler TB)  | 2:54:48  |
| 8     | Andrea Stengel (LG Domspitzmilch Regensburg) | 2:55:40  |

Datum: 2. Mai
fand im Rahmen des Hannover-Marathons statt

### Marathon, Mannschaftswertung
| Platz | Verein, Besetzung                                                           | Zeit (h) |
| ----- | --------------------------------------------------------------------------- | -------- |
| 1     | LG Domspitzmilch Regensburg (Monika Hirt, Andrea Stengel, Isabella Jungfer) | 08:46:25 |
| 2     | SV Saar 05 Saarbrücken (Ursula Sinnewe, Susanne Trenz, Monika Engstler)     | 09:33:18 |
| 3     | LG Hannover (Ines Cronjäger, Hannelore Lyda, Heidelore Bensch)              | 09:41:57 |
| 4     | LSF Münster (Brigitte Ziegler, Anne Holtkötter, Hannelore Horst)            | 09:45:40 |
| 5     | Non-Stop-Ultra Brakel (Alexandra Müller, Maria Müller, Simone Siepler)      | 09:49:44 |
| 6     | SSC Hanau-Rodenbach (Carmen Hildebrand, Simone Stöppler, Anke Drescher)     | 09:50:36 |
| 7     | ETSV Lauda (Barbara Keller, Angelika Hofmann, Renate Ruck)                  | 09:53:05 |
| 8     | Post SV Berlin (Daniela Klerings, Nicole Tewes, Bärbel Rennung)             | 10:11:48 |

Datum: 2. Mai
fand im Rahmen des Hannover-Marathons statt

### 100-km-Straßenlauf
| Platz | Athletin, Verein                                | Zeit (h) |
| ----- | ----------------------------------------------- | -------- |
| 1     | Tanja Hooß (LTF Marpingen)                      | 7:27:52  |
| 2     | Birgit Schönherr-Hölscher (PV-Triathlon Witten) | 8:03:49  |
| 3     | Carmen Hildebrand (SSC Hanau-Rodenbach)         | 8:22:04  |
| 4     | Marion Braun (SV Germania Eicherscheid)         | 8:29:31  |
| 5     | Anke Drescher (SSC Hanau-Rodenbach)             | 8:51:53  |
| 6     | Ilona Schlegel (Melpomene Bonn)                 | 8:55:05  |
| 7     | Simone Stöppler (SSC Hanau-Rodenbach)           | 8:55:05  |
| 8     | Sabine Strotkamp (LG Kreis Ahrweiler)           | 9:54:09  |

Datum: 27. März
fand in Kienbaum statt

### 100-km-Straßenlauf, Mannschaftswertung
| Platz | Verein, Besetzung                                                       | Zeit (h) |
| ----- | ----------------------------------------------------------------------- | -------- |
| 1     | SSC Hanau-Rodenbach (Carmen Hildebrand, Anke Drescher, Simone Stöppler) | 26:06:17 |
| 2     | SCC Berlin (Gisela Gluth, Nicole Priebe, Simone Weiske)                 | 32:58:01 |

Datum: 27. März
fand in Kienbaum statt
nur 2 Mannschaften in der Wertung

### 100 m Hürden
| Platz | Athletin, Verein                                            | Zeit (s) |
| ----- | ----------------------------------------------------------- | -------- |
| 1     | Kirsten Bolm (MTG Mannheim)                                 | 12,82    |
| 2     | Nadine Hentschke (MTG Mannheim)                             | 12,93    |
| 3     | Juliane Sprenger (LG Kindelsberg Kreuztal)                  | 12,94    |
| 4     | Annika Meyer (LG Hannover)                                  | 13,42    |
| 5     | Katja Hödl (LG Minimax Seligenstadt)                        | 13,57    |
| 6     | Judith Ritz (LAZ Leipzig)                                   | 13,59    |
| 7     | Karin Ertl, geb. Specht (LAC Quelle Fürth/München/Würzburg) | 13,84    |
| 8     | Pamela Spindler (TSV Wolfratshausen)                        | 13,87    |

Datum: 10. Juli
Wind: −0,3 m/s

### 400 m Hürden
| Platz | Athletin, Verein                           | Zeit        |
| ----- | ------------------------------------------ | ----------- |
| 1     | Anja Neupert (LG Nike Berlin)              | 0055,63 s00 |
| 2     | Stephanie Kampf (VfL Sindelfingen)         | 0056,15 s00 |
| 3     | Ulrike Urbansky (Team Erfurt)              | 0058,07 s00 |
| 4     | Tina Kron (SV Saar 05 Saarbrücken)         | 0058,20 s00 |
| 5     | Julia Hilgendorf (LAC Berlin)              | 0058,52 s00 |
| 6     | Ayodele Buraimoh (LG Kindelsberg Kreuztal) | 0059,11 s00 |
| 7     | Katharina Gröb (LG Nike Berlin)            | 0059,19 s00 |
| 8     | Katrin Werkmann (USC Mainz)                | 1:02,17 min |

Datum: 11. Juli

### 3000 m Hindernis
| Platz | Athletin, Verein                             | Zeit (min) |
| ----- | -------------------------------------------- | ---------- |
| 1     | Melanie Schulz (LC ThüringenGas Erfurt)      | 10:22,08   |
| 2     | Tina Tremmel (MTG Mannheim)                  | 10:23,02   |
| 3     | Katrin Engelen (LG Badenova Nordschwarzwald) | 10:23,23   |
| 4     | Felicitas Mensing (LV Biet)                  | 10:41,63   |
| 5     | Daniela Pogorzelski (TV Gladbeck)            | 10:43,27   |
| 6     | Annette Bendig (LSG Aalen)                   | 10:44,60   |
| 7     | Annette Weiss (Siegburger Turnverein)        | 10:44,61   |
| 8     | Kerstin Kahmann (OFV Ostercappeln)           | 10:53,53   |

Datum: 11. Juli

### 4 × 100 m Staffel
| Platz | Verein, Besetzung                                                                            | Zeit (s) |
| ----- | -------------------------------------------------------------------------------------------- | -------- |
| 1     | LG Olympia Dortmund (Katchi Habel, Sina Schielke, Birgit Rockmeier, Gabi Rockmeier)          | 44,51    |
| 2     | VfL Sindelfingen (Verena Rauch, Sabrina Mulrain, Alice Reuss, Stephanie Kampf)               | 45,34    |
| 3     | LG Weserbergland (Stephanie Thumann, Nicole Marahrens, Cathleen Tschirch, Michaela Halm)     | 45,46    |
| 4     | SV Saar 05 Saarbrücken (Tina Kron, Marion Hassel, Sabine Bauer, Lisa Schorr)                 | 45,48    |
| 5     | SC Magdeburg (Anja-Maria Lehmann, Korinna Fink, Elisa Sporleder, Grit Breuer)                | 45,71    |
| 6     | USC Bochum (Caroline Elmers, Karen Stein, Kristina Stein, Jennifer Martin)                   | 46,26    |
| 7     | LAC Dortmund (Diane Macieski, Anna Kewitz, Silke-Beate Knoll, Anita Oppong)                  | 47,26    |
| 8     | TSV Bayer 04 Leverkusen (Cathrin Goetzens, Christine Schulz, Mareike Peters, Jennifer Oeser) | 47,29    |

Datum: 10. Juli

### 4 × 400 m Staffel
| Platz | Verein, Besetzung                                                                            | Zeit (min) |
| ----- | -------------------------------------------------------------------------------------------- | ---------- |
| 1     | LG Nike Berlin (Katharina Gröb, Nadine Balkow, Anja Neupert, Claudia Marx)                   | 3:37,54    |
| 2     | Team Erfurt (Stephanie Reich, Nancy Kette, Jana Hartmann, Ulrike Urbansky)                   | 3:43,88    |
| 3     | TSV Bayer 04 Leverkusen (Caroline Dieckhöner, Dagmar de Haan, Christine Schulz, Anke Feller) | 3:45,00    |
| 4     | VfL Sindelfingen (Katharina Frenzel, Simone Beutelspacher, Birgit Lenz, Stephanie Kampf)     | 3:45,39    |
| 5     | USC Mainz (Stefanie Gubitz, Silke Wolf, Tanja Wittmann, Andrea Luy)                          | 3:48,54    |
| 6     | LG Staufen (Judith Beck, Lea Zeilinger, Heike Csader, Daniela Zöllner)                       | 3:54,52    |
| 7     | LC Rothaus Breisgau (Susanne Fendrich, Annalena Meyer, Anne Schiessle, Birgit Linemann)      | 3:55,63    |

Datum: 11. Juli

### 3 × 800 m Staffel
| Platz | Verein, Besetzung                                                                         | Zeit (min) |
| ----- | ----------------------------------------------------------------------------------------- | ---------- |
| 1     | USC Mainz (Andrea Luy, Vanessa Renner, Tanja Wittmann)                                    | 6:35,98    |
| 2     | LSG Aalen (Carolin Raunft, Sabrina Scheffold, Annette Beck)                               | 6:37,77    |
| 3     | LC Rothaus Breisgau (Nina Rosenplänter, Daniela Wisst, Birgit Linemann)                   | 6:44,95    |
| 4     | LG Domspitzmilch Regensburg (Katharina Zeitler, Susanne Falkenstein, Daniela Struckmeyer) | 6:47,67    |
| 5     | ASV Köln (Petra Thomsen, Dagmar Schaedel, Alexandra Franzen)                              | 6:49,68    |
| 6     | LG Hannover (Beke Buhr, Julia Kock, Hjördis Hennig)                                       | 6:50,39    |
| 7     | TV Herxheim (Marika Bernhard, Kerstin Hoffmann, Simone Brück)                             | 6:55,72    |
| 8     | SWC Regensburg (Tanja Felber, Franziska Schwan, Katrin Schönfeld)                         | 7:00,08    |

Datum: 4. Juli
fand in Jena im Rahmen der Deutschen Jugendmeisterschaften statt

### 5000-m-Bahngehen
| Platz | Athletin, Verein                   | Zeit (min)  |
| ----- | ---------------------------------- | ----------- |
| 1     | Melanie Seeger (SC Potsdam)        | 20:18,87 DR |
| 2     | Sabine Zimmer (SC Potsdam)         | 20:27,47    |
| 3     | Barbara Brandenburg (LG Osnabrück) | 23:02,05    |
| 4     | Ulrike Sischka (SV Halle)          | 23:41,83    |
| 5     | Kathrin Schulze (1. LAC Dessau)    | 23:51,25    |
| 6     | Corinna Hensel (SV Halle)          | 25:03,34    |
| 7     | Franziska Poppe (Team Erfurt)      | 25:11,18    |

Datum: 10. Juli
Melanie Seegers Siegerzeit bedeutete neuen deutschen Rekord auf dieser nicht-olympischen Gehstrecke.
nur 7 Teilnehmerinnen in der Wertung

### 20-km-Gehen
| Platz | Athletin, Verein                     | Zeit (h) |
| ----- | ------------------------------------ | -------- |
| 1     | Sabine Zimmer (SC Potsdam)           | 1:27:56  |
| 2     | Melanie Seeger (SC Potsdam)          | 1:29:43  |
| 3     | Ulrike Sischka (SV Halle)            | 1:42:23  |
| 4     | Barbara Brandenburg (LG Osnabrück)   | 1:43:27  |
| 5     | Ulrike Sander (SCL Heel Baden-Baden) | 1:47:50  |
| 6     | Kathrin Schulze (1. LAC Dessau)      | 1:48:09  |
| 7     | Corinna Hensel (SV Halle)            | 1:50:41  |
| 8     | Franziska Poppe (Team Erfurt)        | 1:50:52  |

Datum: 5. Juni
fand in Hildesheim statt

### Hochsprung
| Platz | Athletin, Verein                                    | Höhe (m) |
| ----- | --------------------------------------------------- | -------- |
| 1     | Ariane Friedrich (LG Eintracht Frankfurt)           | 1,90     |
| 2     | Amewu Mensah (ASV Köln)                             | 1,87     |
| 2     | Daniela Rath (TSV Bayer 04 Leverkusen)              | 1,87     |
| 4     | Birgit Kähler (TSV Bayer 04 Leverkusen)             | 1,84     |
| 5     | Melanie Skotnik (LAC Quelle Fürth/München/Würzburg) | 1,84     |
| 6     | Dorothea Brüggemann (Hannover 96)                   | 1,84     |
| 7     | Miriam Malik (SG TSV Kronshagen/Kieler TB)          | 1,80     |
| 8     | Kathryn Holynski (TSV Bayer 04 Leverkusen)          | 1,80     |

Datum: 11. Juli

### Stabhochsprung
| Platz | Athletin, Verein                                    | Höhe (m) |
| ----- | --------------------------------------------------- | -------- |
| 1     | Carolin Hingst (USC Mainz)                          | 4,50     |
| 2     | Silke Spiegelburg (TV Lengerich)                    | 4,40     |
| 3     | Floé Kühnert (TSV Bayer 04 Leverkusen)              | 4,20     |
| 3     | Martina Strutz (Schweriner SC)                      | 4,20     |
| 5     | Sabine Schulte (LG Bonn/Troisdorf/Niederkassel)     | 4,10     |
| 6     | Anastasija Ryzih (ABC Ludwigshafen)                 | 4,10     |
| 7     | Simone Langhirt (LAC Quelle Fürth/München/Würzburg) | 4,00     |
| 8     | Julia Hütter (LAZ Bruchköbel)                       | 4,00     |

Datum: 11. Juli

### Weitsprung
| Platz | Athletin, Verein                               | Weite (m) |
| ----- | ---------------------------------------------- | --------- |
| 1     | Urszula Gutowicz-Westhof (Berliner Sport-Club) | 6,51      |
| 2     | Bianca Kappler (LC asics Rehlingen)            | 6,46      |
| 3     | Sofia Schulte (SV Saar 05 Saarbrücken)         | 6,45      |
| 4     | Susen Tiedtke (LG Eintracht Frankfurt)         | 6,41      |
| 5     | Kathrin van Bühren (Kevelaer SV)               | 6,40      |
| 6     | Katja Demut (TuS Jena)                         | 6,26      |
| 7     | Heike Drechsler, geb. Daute (LG Karlsruhe)     | 6,21      |
| 8     | Inga Leiwesmeier (LC Paderborn)                | 6,13      |

Datum: 11. Juli

### Dreisprung
| Platz | Athletin, Verein                          | Weite (m) |
| ----- | ----------------------------------------- | --------- |
| 1     | Silvia Otto (Team Erfurt)                 | 13,21     |
| 2     | Henny Gastel (SV Halle)                   | 13,14     |
| 3     | Tanja König (TSV Bayer 04 Leverkusen)     | 13,00     |
| 4     | Wibke Walter (LG Leinfelden-Echterdingen) | 12,94     |
| 5     | Marianne Schlachter (LG Hohenfels)        | 12,92     |
| 6     | Annelie Schrader (MTV Ingolstadt)         | 12,87     |
| 7     | Frauke Thrun (LG Nike Berlin)             | 12,69     |
| 8     | Sarah Piesker (LG Wennigsen/Egestorf)     | 12,67     |

Datum: 10. Juli

### Kugelstoßen
| Platz | Athletin, Verein                                  | Weite (m) |
| ----- | ------------------------------------------------- | --------- |
| 1     | Astrid Kumbernuss (SC Neubrandenburg)             | 19,08     |
| 2     | Nadine Kleinert (SC Magdeburg)                    | 18,70     |
| 3     | Nadine Beckel (Schweriner SC)                     | 17,82     |
| 4     | Aline Schäffel (LG Ohra Hörselgas)                | 16,66     |
| 5     | Petra Lammert (VfB Stuttgart)                     | 16,39     |
| 6     | Julia Wiechmann (OSC Berlin)                      | 16,26     |
| 7     | Anja Burkhardt (Hallesche Leichtathletik-Freunde) | 16,12     |
| 8     | Kristin Marten (LV 90 Thum)                       | 16,10     |

Datum: 10. Juli

### Diskuswurf
| Platz | Athletin, Verein                                 | Weite (m) |
| ----- | ------------------------------------------------ | --------- |
| 1     | Franka Dietzsch (SC Neubrandenburg)              | 66,41     |
| 2     | Jana Tucholke (LAZ Leipzig)                      | 57,65     |
| 3     | Romy Logsch (LAZ Leipzig)                        | 56,78     |
| 4     | Ulrike Giesa (LAC Quelle Fürth/München/Würzburg) | 56,57     |
| 5     | Sabine Rumpf (LSG Goldener Grund)                | 55,69     |
| 6     | Katja Król (SCC Berlin)                          | 52,07     |
| 7     | Sara Briesenick (LG Nike Berlin)                 | 50,68     |
| 8     | Melanie Schütte (SV Georgsheil)                  | 49,82     |

Datum: 11. Juli

### Hammerwurf
| Platz | Athletin, Verein                              | Weite (m) |
| ----- | --------------------------------------------- | --------- |
| 1     | Andrea Bunjes (SV Holtland)                   | 68,93     |
| 2     | Susanne Keil (LG Eintracht Frankfurt)         | 67,77     |
| 3     | Betty Heidler (LG Eintracht Frankfurt)        | 67,20     |
| 4     | Simone Mathes (USC Kulmbach)                  | 66,30     |
| 5     | Kathrin Klaas (LG Eintracht Frankfurt)        | 64,31     |
| 6     | Manuela Priemer (LG Domspitzmilch Regensburg) | 63,73     |
| 7     | Bianca Achilles (TSV Bayer 04 Leverkusen)     | 63,70     |
| 8     | Kirsten Klose (SV Saar 05 Saarbrücken)        | 63,06     |

Datum: 10. Juli

### Speerwurf
| Platz | Athletin, Verein                                   | Weite (m) |
| ----- | -------------------------------------------------- | --------- |
| 1     | Steffi Nerius (TSV Bayer 04 Leverkusen)            | 62,82     |
| 2     | Christina Obergföll (LG Offenburg)                 | 61,56     |
| 3     | Annika Suthe (TV Mettingen)                        | 59,41     |
| 4     | Dörthe Friedrich (LG Karlsruhe)                    | 58,28     |
| 5     | Mareike Rittweg (LV 90 Thum)                       | 56,03     |
| 6     | Barbara Vonstein (TSV Bayer 04 Leverkusen)         | 55,22     |
| 7     | Jana Woytkowska (Hallesche Leichtathletik-Freunde) | 54,72     |
| 8     | Daniela Janke (Ohrdrufer LV)                       | 53,00     |

Datum: 10. Juli

### Siebenkampf
| Platz | Athletin, Verein                             | Leistung (Pkte) |
| ----- | -------------------------------------------- | --------------- |
| 1     | Lilli Schwarzkopf (LC Paderborn)             | 6125            |
| 2     | Kristina Porsche (LAC Erdgas Chemnitz)       | 5422            |
| 3     | Silke Bachmann (LG Eintracht Frankfurt)      | 5399            |
| 4     | Nadine Schnürer (TSG Gießen Wieseck)         | 5349            |
| 5     | Annelie Schrader (MTV Ingolstadt)            | 5316            |
| 6     | Wiebke Klauder (SG TSV Kronshagen/Kieler TB) | 5275            |
| 7     | Gunild Kreb (Ettlinger SV)                   | 5134            |
| 8     | Christine Hantsch (USC Mainz)                | 5129            |

Datum: 4. / 5. September
fand in Vaterstetten statt

### Siebenkampf, Mannschaftswertung
| Platz | Verein, Besetzung                                                             | Leistung (Pkte) |
| ----- | ----------------------------------------------------------------------------- | --------------- |
| 1     | TSV Bayer 04 Leverkusen (Jennifer Oeser, Christine Schulz, Natascha Rother)   | 16.135          |
| 2     | USC Mainz (Christine Hantsch, Katrin Werkmann, Christine Schaper)             | 14.764          |
| 3     | LT DSHS Köln I (Christina Hunneshagen, Kerstin Heinen, Katrin Gewinner)       | 14.311          |
| 4     | SG TSV Kronshagen/Kieler TB (Wiebke Klauder, Tanja Gülzow, Nira Mählmann)     | 14.235          |
| 5     | TSG Gießen-Wieseck (Nadine Schnürer, Julia Koch, Kerstin Novotny)             | 14.210          |
| 6     | LG Eintracht Frankfurt (Silke Bachmann, Vanessa Stiedenroth, Martina Rexrodt) | 13.950          |
| 7     | LG Landshut (Regine Haslinger, Anita Scharf, Sonja Würfel)                    | 13.108          |
| 8     | LT DSHS Köln II (Tanja Sommerhäuser, Anne Feuersänger, Lisa Weber)            | 12.063          |

Datum: 4. / 5. September
fand in Vaterstetten statt

### Crosslauf–5,7 km
| Platz | Athletin, Verein                             | Zeit (min) |
| ----- | -------------------------------------------- | ---------- |
| 1     | Sabrina Mockenhaupt (LG Sieg)                | 21:15      |
| 2     | Luminita Zaituc (LG Braunschweig)            | 21:31      |
| 3     | Susanne Ritter (LG Braunschweig)             | 21:49      |
| 4     | Julia Viellehner (TSV Winhöring)             | 22:17      |
| 5     | Birte Bultmann (LG Braunschweig)             | 22:21      |
| 6     | Stephanie Maier (LG Leinfelden-Echterdingen) | 22:25      |
| 7     | Andreina Byrd (MTG Mannheim)                 | 22:43      |
| 8     | Antje Möldner (SC Potsdam)                   | 22:45      |

Datum: 27. November
fand in Bremen statt

### Crosslauf–5,7 km, Mannschaftswertung
| Platz | Verein, Besetzung                                                                | Zeit (h) |
| ----- | -------------------------------------------------------------------------------- | -------- |
| 1     | LG Braunschweig (Luminita Zaituc, Susanne Ritter, Birte Bultmann)                | 1:05:41  |
| 2     | TSV Bayer 04 Leverkusen (Melanie Kraus, Claudia Gesell, Dagmar de Haan)          | 1:11:04  |
| 3     | LG Domspitzmilch Regensburg (Andrea Stengel, Fakja Hofmann, Daniela Struckmeyer) | 1:12:41  |
| 4     | LC asics Rehlingen (Kristin Möller, Barbara Kösser, Sybille Schmitt)             | 1:13:03  |
| 5     | LG Wedel-Pinneberg (Marika Hilschenz, Solveig von der Fecht, Mareile Kitzel)     | 1:14:51  |
| 6     | SG TSV Kronshagen/Kieler TB (Anke Tiedemann, Verena Becker, Christine Schuster)  | 1:15:52  |
| 7     | ASC Rosellen/Neuss (Stefanie Buss, Ute Jenke, Claudia Schmitz)                   | 1:16:37  |
| 8     | Hannover 96 (Sandra Wallenhorst, Dorothea Haul, Annett Schroeder)                | 1:17:40  |

Datum: 27. November
fand in Bremen statt

### Berglauf–6,0 km
| Platz | Athletin, Verein                                 | Zeit (min) |
| ----- | ------------------------------------------------ | ---------- |
| 1     | Stefanie Buss (ASC Rosellen/Neuss)               | 40:08      |
| 2     | Romy Lindner (LG Vogtland)                       | 40:23      |
| 3     | Alexandra Bott (SSC Hanau-Rodenbach)             | 40:32      |
| 4     | Kerstin Harbich (TSV 1862 Oberstaufen)           | 41:02      |
| 5     | Barbara Imgraben (TV Britzingen)                 | 41:28      |
| 6     | Melanie Hohenester (LG Domspitzmilch Regensburg) | 42:23      |
| 7     | Andrea Scharrer (LG Domspitzmilch Regensburg)    | 43:26      |
| 8     | Sylke Schmitz (TSV Kiebingen)                    | 43:38      |

Datum: 29. August
fand in Oberstaufen statt (Hochgratlauf)

### Berglauf–6,0 km, Mannschaftswertung
| Platz | Verein, Besetzung                                                                   | Zeit (h) |
| ----- | ----------------------------------------------------------------------------------- | -------- |
| 1     | LG Domspitzmilch Regensburg I (Melanie Hohenester, Andrea Scharrer, Andrea Stengel) | 2:09:34  |
| 2     | SSC Hanau-Rodenbach I (Alexandra Bott, Iris Reuter, Lisa Reisinger)                 | 2:10:16  |
| 3     | ASC Rosellen/Neuss I (Stefanie Buss, Melanie Klein-Arndt, Ute Jenke)                | 2:12:19  |
| 4     | SSC Hanau-Rodenbach II (Kerstin Straub, Annette Straub, Karin Straub)               | 2:25:00  |
| 5     | ASC Rosellen/Neuss II (Angela Müller, Nina Wimmer, Claudia Schmitz)                 | 2:30:10  |
| 6     | LG Domspitzmilch Regensburg II (Eva Karg, Eva-Maria Ferstl, Katharina Karl)         | 2:33:07  |
| 7     | TSV 1862 Oberstaufen (Kerstin Harbich, Marlie Gehr, Evelyn Harbich)                 | 2:34:08  |

Datum: 29. August
fand in Oberstaufen statt (Hochgratlauf)